# Zasanie (Nisko)
Zasanie – część miasta Nisko w województwie podkarpackim, w powiecie niżańskim, w gminie miejsko-wiejskiej Nisko. Leży w północno-wschodniej części miasta, w rejonie ulicy Zasanie. Jest to jedyna część Niska położona na prawym brzegu Sanu.